# (136617) 1994 CC
(136617) 1994 CC es un sistema trinario, formado por un asteroide principal de diámetro inferior a 1 km y dos satélites, clasificado como NEO y potencialmente peligroso dentro del grupo de los asteroides Apolo.
Fue descubierto el 3 de marzo de 1994 por Jim Scotti del programa de detección de asteroides del Spacewatch desde el Observatorio Nacional de Kitt Peak en Arizona (Estados Unidos). En junio de  2009 se identificó como un sistema triple (en el objeto mayor es orbitado por dos satélites). Solo el 1% de los NEOs observados por radar han resultado ser sistemas triples como este. El único otro NEO identificado sin duda alguna como sistema triple entre los NEOs es (153591) 2001 SN263, que fue identificado como tal en 2008.

## Observaciones

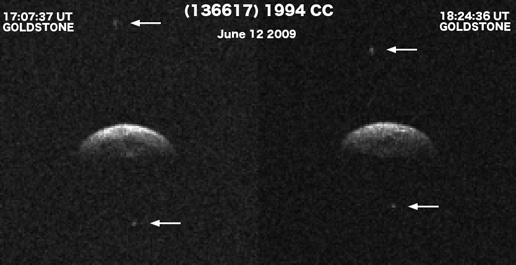
Imágenes de radar del asteroide "1994 CC" en dos momento diferentes con sus dos lunas

Un equipo de científicos del Laboratorio de Propulsión a Reacción (JPL, por sus siglas en inglés) liderados por Marina Brozovic y Lance Benner, hizo el descubrimiento el 12 y 14 de junio de 2009 utilizando imágenes de radar del Goldstone Solar System Radar de la NASA. En ellas se podía ver que el NEO 1994 CC era en realidad un sistema triple que se iba a encontrar a unos 2,52 millones de kilómetros de la Tierra el 10 de junio de 2009. Esta distancia relativamente cercana es lo que hizo posible el descubrimiento, ya que antes de la aproximación, los científicos conocían bastante poco a este asteroide. De hecho, 1994CC es solo el segundo sistema triple conocido entre el conjunto de los asteroides cercanos a la Tierra.
1994 CC consta de un objeto central de unos 700 metros de diámetro que tiene dos lunas orbitando a su alrededor. Los análisis preliminares de los científicos sugieren que las lunas tienen al menos 50 metros de diámetro. En un estudio similar de observaciones de radar del Observatorio de Arecibo en Puerto Rico, liderado por Mike Nolan, también confirmó la detección de los tres objetos. Está planificado el posterior estudio de las observaciones combinadas de ambos observatorios para calcular la órbita y las propiedades físicas del asteroide.
El siguiente paso cercano a la tierra del asteroide 1994 CC ocurrirá en el año 2074 y está previsto que el sistema triple pase a una distancia de 2,5 millones de kilómetros de la Tierra.

## Características orbitales de los satélites
Las propiedades orbitales de los satélites se detallan en la siguiente tabla. Los planos orbitales de ambos satélites se encuentran inclinados aproximadamente 16º uno respecto al otro. Una diferencia de inclinación tan grande entre ambas órbitas sugiere que en el pasado ambos asteroides estuvieron sometidos a eventos que los sacaron de su órbita coplanar para colocarlos en la situación inclinada actual.
| Nombre | Masa [109 kg] | Semieje mayor [km] | Periodo orbital [días] | Excentricidad | Inclinación (relativa con el asteroide) [°] |
| ------ | ------------- | ------------------ | ---------------------- | ------------- | ------------------------------------------- |
| Beta   | ~6            | 1.7                | 1.243                  | 0.002         | 95                                          |
| Gamma  | ~1            | 6.1                | 8.376                  | 0.192         | 79                                          |